# 阿列克谢·格里戈里耶维奇·斯米尔诺夫
阿列克谢·格里戈里耶维奇·斯米尔诺夫（羅馬化：Aleksey Grigor'yevich Smirnov；1977年10月9日—），俄罗斯乒乓球运动员。

## 技术特点
斯米尔诺夫右手横板两面反胶弧圈球打法，台内球技术出众，两个小三角的短球挑打成功率极高，正手起板爆冲直线比较多，反手位上手后快撕和弹击两条线长球很具威胁。整体技术也比较丰满，看着不起眼，但都很实用，无谓失误少，正手位半高抛逆向发球也是特长技术。

## 简历
斯米尔诺夫7岁开始打乒乓球，曾经夺得1992年欧洲乒乓球青年锦标赛的男团冠军，1994年的男双冠军，以及1995年的男单、男双和混双三项冠军。1995年起，斯米尔诺夫开始参加乒乓球成年组的国际赛事。2005年，斯米尔诺夫曾获欧洲12强赛男单冠军。
斯米尔诺夫曾三次参加奥运会，最好成绩为2004年雅典奥运会的男双第四名，他与马祖诺夫的组合于半决赛2:4负于中国香港的李静/高礼泽组合，铜牌争夺战2:4不敌丹麦的梅兹/图格威尔组合。

## 主要战绩
- 2002年国际乒联巡回赛巴西站、荷兰站男双四强，德国站男单四强
- 2003年欧锦赛男双亚军，欧洲12强赛男单第五，国际乒联巡回赛卡塔尔站男单亚军、男双四强，世界杯并列第五
- 2004年欧洲12强赛男单第三，奥运会男双第四
- 2005年欧锦赛男双四强、混双四强，欧洲12强赛男单冠军
- 2007年欧锦赛男双四强、混双四强，欧洲12强赛男单季军
- 2008年欧洲12强赛男单季军
- 2011年欧洲12强赛男单季军